# Spachea elegans
Spachea elegans là một loài thực vật có hoa trong họ Malpighiaceae. Loài này được (G.Mey.) A.Juss. miêu tả khoa học đầu tiên năm 1838.